# Aarón (Fußballspieler, 1989)
Aarón, mit vollem Namen Aarón Ñíguez Esclápez (* 26. April 1989 in Elche), ist ein ehemaliger spanischer Fußballspieler.

## Karriere

### Verein
Aarón gab sein Debüt in der ersten Mannschaft des FC Valencia am 25. Oktober 2006 gegen die AS Rom in der Champions League. Er musste nach nur neun Minuten wieder ausgewechselt werden, da er sich schwer verletzte. In dieser Saison wollten ihn u. a. der FC Barcelona und der FC Chelsea verpflichten. Valencia wollte den 17-Jährigen nicht ziehen lassen und lieh ihn in die Segunda División zu Deportivo Xerez aus. Wegen mangelnder Spielpraxis brach Valencia die Leihe im Januar 2008 ab und verlieh ihn an Iraklis Thessaloniki, einem griechischen Erstligisten. Im August des Jahres 2008 wurde der Spanier an den schottischen Erstligisten Glasgow Rangers verliehen. Die Rangers besaßen eine Kaufoption. Diese wurde nicht genutzt. In der Saison 2009/10 spielte Ñíguez auf Leihbasis für Celta Vigo in der spanischen Segunda División. Die Saison 2010/11 spielte Aarón leihweise bei Recreativo Huelva. Ab 2011 folgten einige ablösefrei Wechsel mit kurzen bis zu zweijährigen Aufenthalten bei folgenden Vereinen: UD Almería, FC Elche, Sporting Braga, CD Teneriffa, Real Oviedo und Johor Darul Ta’zim FC. Nach nur drei Monaten beim malaysischen Erstligaverein Johor DT wurde Aarón im Februar 2019 vereinslos. 2020 unterschrieb er in Málaga, kam aber zu keinem Einsatz. Im Jahr darauf war er bei CF La Nucía unter Vertrag, jedoch nur in einem Pokalspiel aktiv. Danach unterschrieb er bei CD Eldense, einem weiteren Verein der Segunda División, einen Vertrag bis 2022 und beendete anschließend seine aktive Karriere.

### Nationalmannschaft
Im Jahr 2006 nahm er an der U-17-Europameisterschaft in Luxemburg teil und erzielte dabei drei Tore, womit er den dritten Platz in der Torjägerliste belegte. Am Ende belegte die spanische Mannschaft den dritten Rang im Gesamtklassement. 2007 stand er im europäischen Aufgebot beim UEFA-CAF Meridian Cup. Aarón nahm im Jahr 2007 an der U-19-Europameisterschaft in Österreich teil. Im Auftaktspiel gegen den Gastgeber erzielte er einen Treffer selbst und bereitet das zweite Tor vor. Gegen Portugal trug er sich ebenfalls in die Torschützenliste ein. Seine Leistung bei dieser EM trug stark zum Titelgewinn der Spanier bei. Mit sieben Toren ist er einer der drei Rekordtorschützen der spanischen U-20-Nationalmannschaft. Bei der U-21 kam er auf vier Partien mit einem Treffer.

## Erfolge
- U-19-Europameister: 2007
- Schottischer Meister: 2009
- Portugiesischer Pokalsieger: 2016
- Malaysischer Meister: 2019

## Familie
Seine Brüder Jonathan (* 1985; Athletic Club Torrellano) und Saúl (* 1994; Atletico Madrid) sind ebenfalls Profifußballspieler. Ihr Vater ist der ehemalige Fußballspieler José Antonio Ñíguez (* 1962).